# Rapide de nuit
Pour plus de détails, voir Fiche technique et Distribution.
Rapide de nuit est un film français réalisé par Marcel Blistène et sorti en 1948.

## Fiche technique
- Réalisation : Marcel Blistène assisté de Jack Pinoteau et Jacques Poitrenaud
- Scénario : René Jolivet
- Adaptation : Jacques Viot
- Photographie : Charles Bauer
- Musique : Marcel Stern
- Montage : Raymond Louveau
- Production : Société Française de Cinématographie (SFC)
- Producteur : Roger Ribadeau-Dumas
- Pays d'origine :  France
- Langue : français
- Format : Noir et blanc
- Genre : Film dramatique
- Durée : 80 minutes
- Dates de sortie : 
  - France : 19 septembre 1948

## Distribution
- Roger Pigaut : Robert
- Sophie Desmarets : Simone
- Michel Ardan : un des deux complices
- Paul Azaïs : un inspecteur
- Jean Brochard : l'inspecteur Verdier
- Hélène Dassonville : la caissière
- Paul Demange : M. Grand
- Louis Florencie : le garçon
- Gabrielle Fontan : la mère aux chats
- Jean Gaven : un des deux complices
- Jane Marken : Mme Louis
- Henry Murray : le directeur
- Jean Pignol
- Marcel Portier